# Montsechia
Montsechia (nom derivat de Montsec) és un gènere extint d'angiospermes aquàtiques que conté una unica espècie, Montsechia vidalii, descoberta a Catalunya (Santa Maria de Meià). L'epítet específic esta dedicat al geòleg Lluís Marià Vidal i Carreras. Montsechia vidalii va viure fa uns 130 milions d'anys, durant el període Barremià, i sembla que és una de les primeres plantes amb flor conegudes. Té afinitats amb el gènere modern Ceratophyllum. Han sigut descobertes a la vegada en diferents localitats del Pirineu (La Cabroa, La Pedrera), la cadena Ibèria (Las Hoyas) i Itàlia.

## Morfologia
Els fòssils de Montsechia presenten dos tipus de morfologies caracteritzades i diferenciades per les seves tiges amb fulles i fruits, així com per la seva fil·lotaxi. Ambdós es troben igualment representades en el registre fòssil i presenten característiques similars: branques de mida inferior a 15 cm de llargada i 4 mm de diàmetre, angle de les branques envers a les tiges similar i mateixa cutícula i estomes. Les dues morfologies no es troben associades en un mateix nivell sedimentari, i això pot indicar que es tracta d'una sola espècie que hauria variat la seva morfologia a causa de diferències en l'hàbitat.
Una de les dues morfologies, anomenada solta, presenta una tija ramificada oposada a decussada, portadora de fulles i en rares ocasions fruits. Les fulles són arrodonides, no planars, sense venació i de 0.35 (± 0.04) mm de longitud. La longitud i gruix de les branques decreix al llarg de la tija.

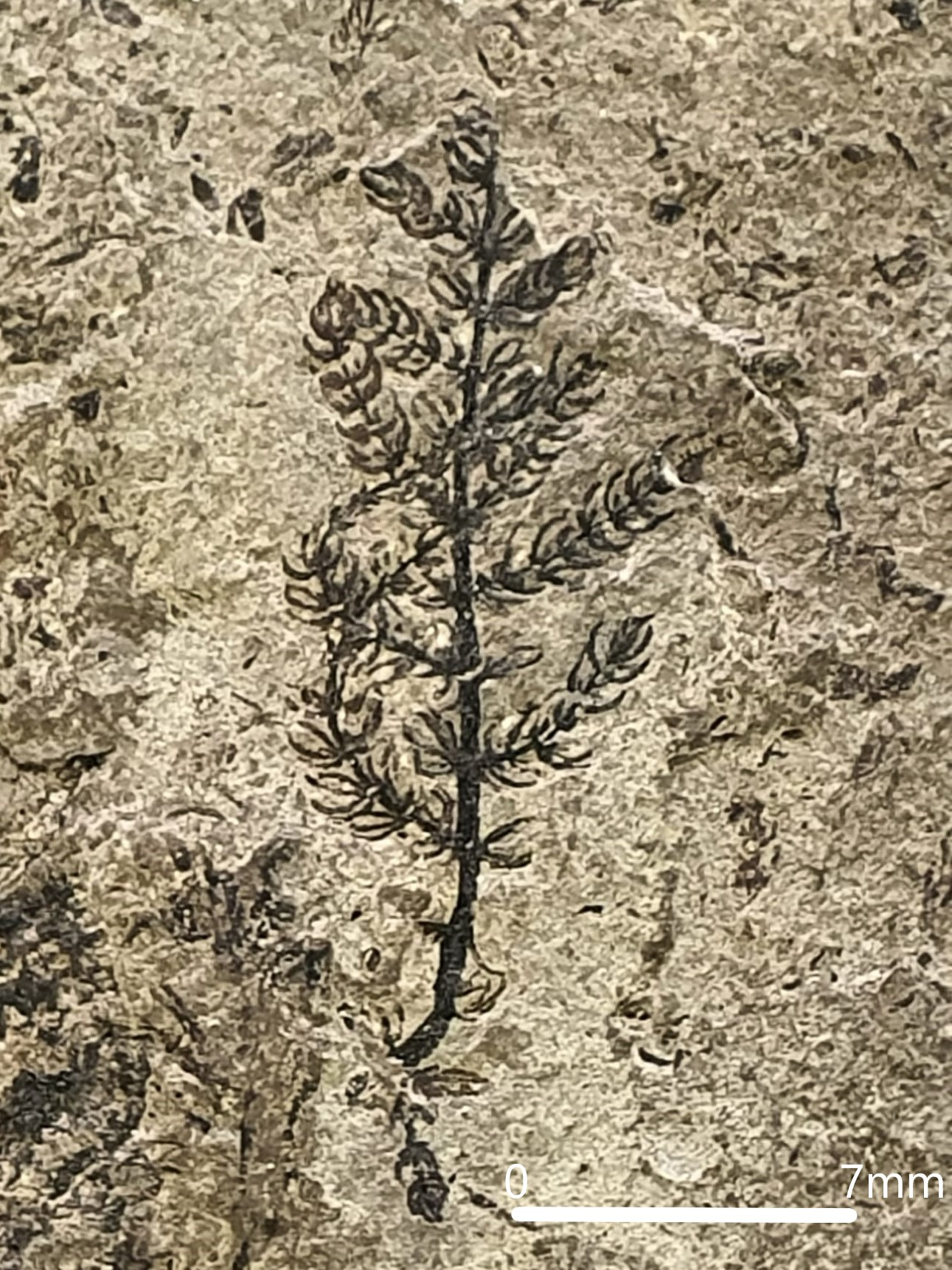
Montsechia de morfologia solta

El segon tipus de morfologia, anomenada compacte, presenta una tija ramificada amb un patró helicoidal, fulles petites i escatoses i sovint fruits. Les fulles tenen una forma triangular o ovalada planar amb l'extrem arrodonit i no mostren venació foliar. Són de mida petita (0.75 (± 0.3) mm) i decreixen cap a l'extrem de les branques.

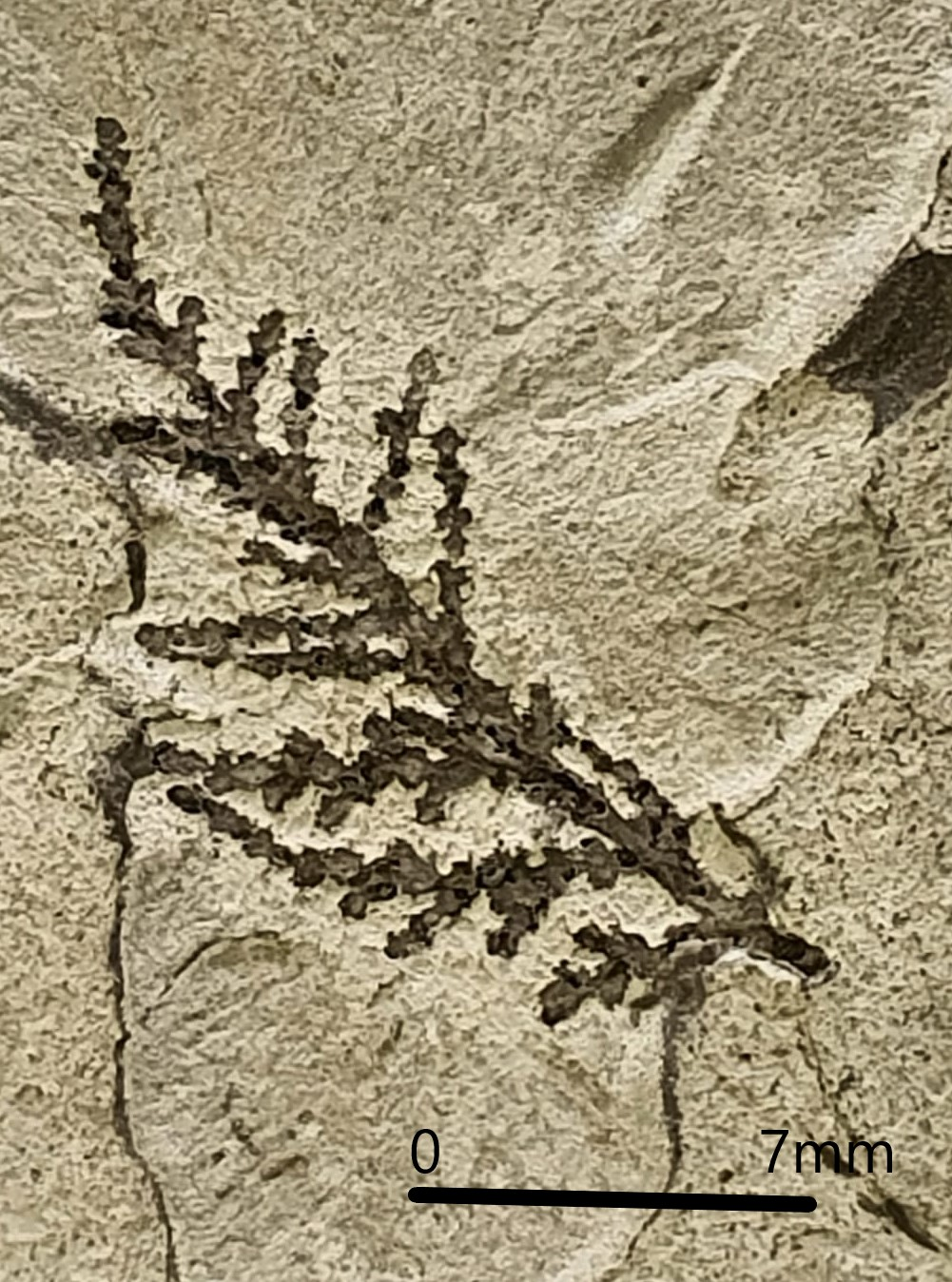
Montsechia morfologia compacte

Ambdós tipus de tiges presenten una cutícula prima amb estomes sense cèl·lules annexes. En els exemplars trobats no s'hi han descobert arrels ni estructures reproductives masculines.
La principal característica de l'espècie és el seu fruit. Els fruits es troben per parells en els extrems d'inflorescències indeterminades i tenen una mida de 1.2 (± 0.35) mm de llargada i 0.6 (± 0.1) d’amplada. No presenten cap tipus d'ornamentació i tenen un porus en el seu extrem distal. La presència d'aquest porus i de grans de pol·len germinats en ell indiquen que la reproducció era hidròfila. Cada fruit porta al seu interior una única llavor unitegumentaria que es desenvolupa a partir d'un òvul penjant ortròtop (està en posició erecta amb el funicle i el micròpil directament oposats).

## Paleoecologia
La diversificació primerenca de les angiospermes en diversos nínxols ecològics no es coneix gaire. Alguns han proposat un origen en un hàbitat forestal enfosquit i altres en un medi aquàtic obert o proper a zones emergides. A més, s'ha trobat associada a fòssils de peixos i réptils aquàtics d'aigua dolça. També s'ha observat a través d'anàlisis isotópiques que hi havia una abundant presència d'aigua dolça. Montsechia és contemporània a un altre fòssil de planta aquàtica (d'aigua dolça), Archaefructus, cosa que indica que algunes de les primeres angiospermes eren totalment aquàtiques d'aigua dolça.

## Evolució
L’analisi de la planta suggereix que Montsechia és germana de Ceratophyllum, que de manera similar a aquesta, era una planta aquàtica que vivia i es reproduïa sota la superfície de l'aigua. De fet, moltes angiospermes aquàtiques actuals, com els nenúfars, són basals en l’arbre filogenétic de les angiospermes. Montsechia és d'edat barremiana (130 - 125 Ma), mentre que les estimacions d'edat de l’origen de les angiospermes es situen al voltant de 130 - 210 Ma.

## Fòssil de Catalunya
Els jaciments de fòssils de la Pedrera de Meià i la Cabroa (La Noguera), situats a la Serra del Montsec dins del Geoparc Orígens, són considerats un dels elements geològics i paleontològics més excepcionals de la zona de la Conca de Tremp-Montsec. Les restes fòssils foren trobades en roques calcàries litogràfiques, unes roques de gra molt fi utilitzades per a les arts gràfiques mitjançant una tècnica anomenada litografia.
L'escenari en el qual es va desenvolupar la primera angiosperma era molt diferent a l'actual Prepirineu. Fa 130 Ma el Montsec no existia i l'espai ocupat per Vilanova de Meià era una gran plana amb llacs d'aigua dolça habitat per aquesta espècie aquàtica d'angiosperma. Degut a la gran varietat d'espècies fòssils registrades, es tracta d'un jaciment de fòssils únic al món, procedents de plantes i animals d'un ecosistema lacustre de fa uns 125 Ma.
El recent estudi publicat a la revista PNAS , presenta una interpretació que proporciona una nova perspectiva sobre l'aparició de les primeres plantes amb flor. L'anàlisis de les més de mil restes fòssils de la angiosperma apunta a què la Montsechia és més antiga que Archaefructus sinensis, una planta aquàtica trobada a la Xina i proposada, fins al moment, com a una de les primeres angiospermes.
Tanmateix, aquest estudi no fou un dels primers realitzats. Les diverses anàlisis que el precedeixen havien donat una mala interpretació a aquest fòssil. Les restes es van descriure per primera vegada l'any 1902 per Charles René Zeiller, un pioner de la paleobotànica, que les classificà com un Pseudoasterophyllites i el nom específic el va dedicar al descobridor del jaciment Lluís María Vidal (1898). El jaciment fou datat al Kimmeridgià fins a l'any 1972, on ja es va datar del Barremià. No fou fins a l'any 1954 que Carlos Teixeira, un paleobotànic portuguès, suggeris classificarla com a una angiosperma i la inlcoï dins el gènere Montsechia descobert per ell mateix i amb el nom dedicat a la serra on es trobava el jaciment. No obstant, a posteriori es publicaren diversos articles més on es suggeria que les seves afinitats corresponien a una hepàtica (Blanc-Louvel, C.; 1991), una conífera (Lacasa Ruiz, A.; 1975) i un gnetales (Krassilov; 2011).